# Hamelin (Manche)
Hamelin is een gemeente in het Franse departement Manche (regio Normandië) en telt 113 inwoners (2009). De plaats maakt deel uit van het arrondissement Avranches.

## Geografie
De oppervlakte van Hamelin bedraagt 2,4 km², de bevolkingsdichtheid is dus 47,1 inwoners per km².
De onderstaande kaart toont de ligging van Hamelin (Manche) met de belangrijkste infrastructuur en aangrenzende gemeenten.

## Demografie
Onderstaande figuur toont het verloop van het inwonertal (bron: INSEE-tellingen).
1. ↑  Populations de référence 2022.